# Познакомься с новыми обстоятельствами
«Познакомься с новыми обстоятельствами» (англ. Finding Your Feet) — британская комедийная драма 2017 года, снятая режиссёром Ричардом Лонкрейном по сценарию Ника Муркрофта и Мэг Леонард.

## Сюжет
Когда леди Сандра Эббот (Имельда Стонтон) обнаруживает, что у её мужа сэра Майка (Джон Сешнс) роман с её лучшей подругой Памелой (Джози Лоуренс). Подавленная, она ищет убежища в Лондоне у своей старшей сестры Биф (Селия Имри). Пытаясь развеяться, Сандра соглашается пойти с Биф в общественный танцевальный класс, где она встречает друзей своей сестры, Чарли (Тимоти Сполл), Джеки (Джоанна Ламли) и Теда (Дэвид Хейман). Она постепенно начинает вновь получать удовольствие от жизни.
Чарли живёт на маленькой лодке, ему пришлось продать свой дом, чтобы оплатить расходы на уход за своей умалишённой женой, и он говорит Сандре, что однажды пересечет Ла-Манш на своей лодке и попутешествует по каналам Франции. Танцевальный класс выступает на улице, чтобы собрать средства на благотворительность. Промоутер итальянского танцевального фестиваля видит видео групповых танцев в социальных сетях и приглашает их всех на два дня в Рим. В то время как Сандра и Чарли сближаются, выясняется, что у Биф рак лёгких. Группа отправляется в Италию и выступает, несмотря на то, что Биф испытывает явную боль. Сандра и Чарли отправляются вместе на прогулку, и он рассказывает ей о своей жене. Не желая быть любовницей, Сандра уходит.
На следующее утро она узнает, что Биф скончалась ночью. Они все возвращаются домой, и Сандра развеивает прах Биф в прудах Хэмпстеда где они плавали. Её бывший муж встречается с ней на церемонии рассеивания праха и убеждает её вернуться домой, так как его отношения с Памелой расстроились. Все возвращается в привычное русло. Но вскоре приходит письмо от Чарли, в котором он сообщает ей, что его жена умерла, и он уезжает во Францию. Понимая, что она больше не хочет жить в Майклом, Сандра уезжает в разгар вечеринки по случаю своего дня рождения и присоединяется к Чарли на его лодке.

## В ролях
- Имельда Стонтон — Сандра
- Тимоти Сполл — Чарли
- Селия Имри — Биф
- Джоанна Ламли — Джеки
- Дэвид Хейман[англ.] — Тед
- Джон Сешнс — Майк
- Джози Лоуренс[англ.] — Памела
- Индра Ове[англ.] — Коррина
- Шан Томас — Лилли

## Производство и релиз
Фильм был анонсирован на Каннском кинофестивале 2016 года, съёмки начались 31 октября 2016 года и проходили в Лондоне и Риме. Окончание съёмок пришлось на 16 декабря 2016 года.
20 октября 2017 года было объявлено, что «Познакомься с новыми обстоятельствами» откроет 35-й Туринский кинофестиваль. Режиссёр Ричард Лонкрейн и актёры Тимоти Сполл и Селия Имри представили полнометражный фильм на фестивале в Турине 24 ноября 2017 года. Чуть ранее, компания Roadside Attractions получившая права на распространение фильма в США, показала его 2 ноября 2017 года на фестивале American Film Market. 6 января 2018 года премьера фильма прошла на 29-м Международном кинофестивале в Палм-Спрингс. Фильм был назван одним из «лучших на фестивале» и снова показан для публики 15 января.
Фильм был выпущен в широкий прокат Великобритании и Ирландии 23 февраля 2018 года. В США общенациональная премьера состоялась 30 марта 2018 года.
Фильм дебютировал на 4-м месте в списке кассовых фильмов недели в Великобритании, собрав 1 290 495 долларов в первые выходные. Фильм собрал в прокате 7 991 508 долларов. Фильм одинаково хорошо зарекомендовал себя в Австралии и Новой Зеландии, собрав в прокате 5,53 миллиона долларов. По состоянию на 13 июля 2018 года фильм собрал в мировом прокате 15 775 555 миллиона долларов, что сделало его одним из самых успешных британских независимых фильмов последних лет.

## Отзывы критиков
На сайте-агрегаторе Rotten Tomatoes фильм имеет рейтинг одобрения 70 %, основанный на 73 рецензиях, со средним рейтингом 5,8 из 10. Критический консенсус сайта гласит: «„Познакомься с новыми обстоятельствами“ носит сердце в рукаве, представляя лёгкий материал с хорошей долей романтики и приятной актёрской игрой». На Metacritic фильм получил 53 балла из 100 на основе 15 рецензий.
Австралийский кинокритик Стивен Ромеи из австралийской киноакадемии наградил фильм 4-мя звёздами: «„Познакомься с новыми обстоятельствами“ по праву считается комедией-драмой; тем не менее, хотя он полон щекочущих ребра диалогов, это драма, которая глубоко режет». Марк Кермод положительно отозвался о фильме в прямом эфире BBC Radio 5. Кевин Махер из The Times сказал, что он был «странно очарователен». Энди Ли из The Sunday Express наградил фильм 4-мя звёздами и добавил, что «он добросердечный, трогательный, красиво написанный и прекрасно исполненный чрезвычайно талантливым актёрским составом». Аллан Хантер в своей рецензии для The Daily Express заявил, что это «сентиментальный плаксивец, возвышенный первоклассным британским актерским составом». Франческа Рудкин из The New Zealand Herald сравнила его с фильмами «Отель „Мэриголд“. Лучший из экзотических» и «Девочки из календаря», и добавила, что он был «очарователен, хотя и несколько предсказуем».

## Ремейк
Съёмки французского ремейка под названием «Поэтому мы танцуем» начались в Париже, Франция, 10 августа 2020 года. Режиссёром выступила Мишель Ларок. В фильме задействованы такие актёры как Тьерри Лермитт, Изабель Нанти и Жан-Юг Англад. Премьера во Франции состоялась 16 марта 2022 года.